# Huambo
Huambo (anciennement Nova Lisboa) est une ville d'Angola située dans la province d'Huambo. Elle comptait 595 304 habitants lors d'un recensement en 2014. Capitale d'un royaume pré-colonial, elle a été nommée "Nova Lisboa" (Nouvelle-Lisbonne en portugais) entre 1928 et 1975 puisqu'elle rivalisait économiquement avec Luanda, capitale de l'Angola.

## Géographie
Huambo est située sur un plateau à 1 800 m d'altitude, à environ 600 km au sud-est de Luanda et 200 km à l'est de Benguela. 
Avec les villes de Caála et d'Ecunha, elle forme une métropole, centre économique et démographique du centre du pays.

### Climat
D'après la classification de Köppen, le climat de Huambo est océanique. Il se caractérise par des étés humides et chauds et des hivers secs et frais.

## Histoire

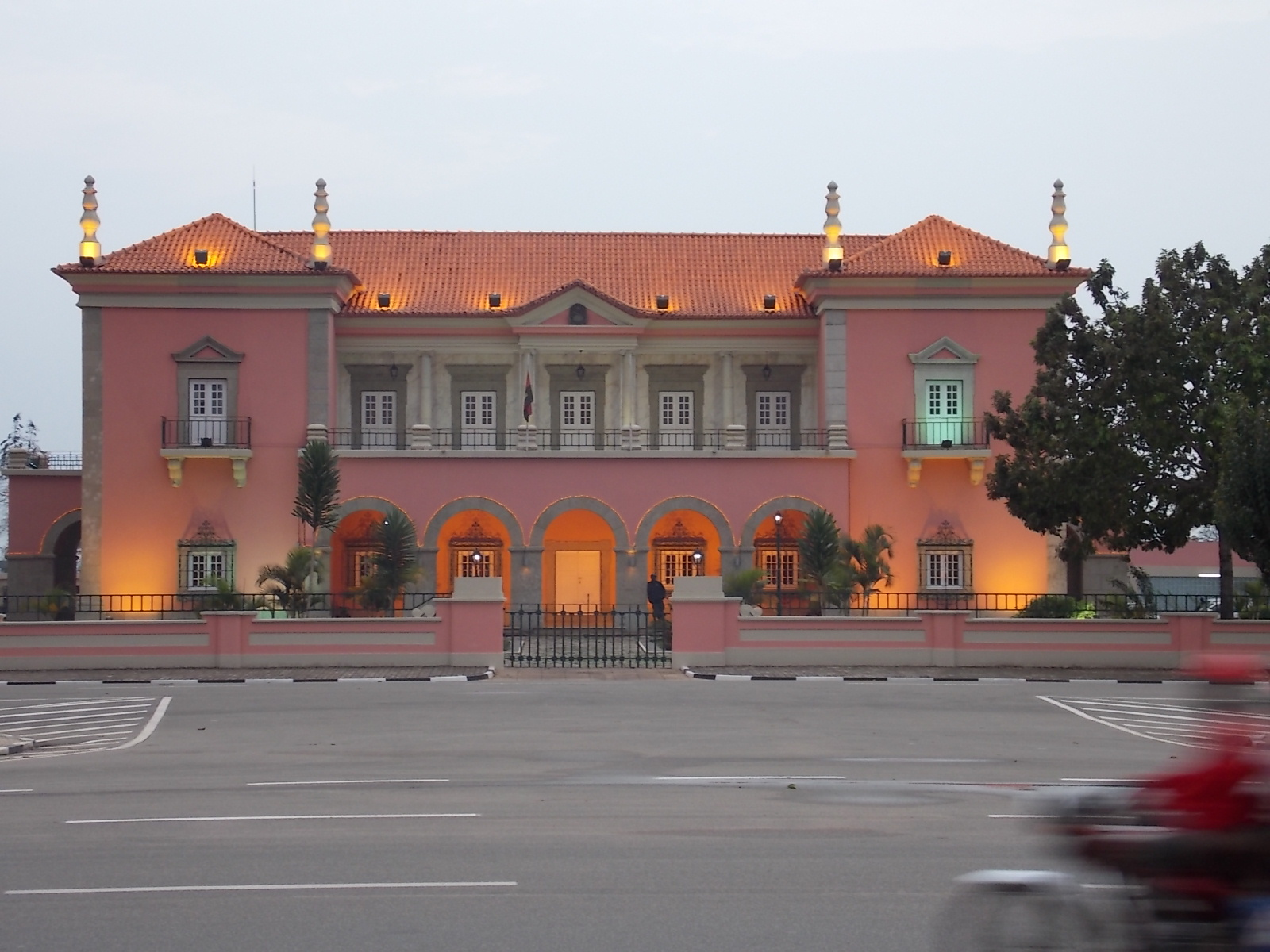
Palais du gouverneur.

La ville fut fondée en 1912 par les colons portugais et s'appela Nova Lisboa (Nouvelle Lisbonne) jusqu'en 1975.
Avant la guerre civile (1976-2002), Huambo était la seconde ville industrielle de l'Angola, après Luanda. C'était aussi un centre agricole et animal, aussi bien qu'une cité axée sur l'éducation et possédant plusieurs écoles de haut niveau. La guerre civile angolaise a détruit la majeure partie de l'infrastructure de la ville.
Avant 1992, la population de Huambo était de 360 000 habitants. En 1993, la bataille pour la maitrise de la ville de Huambo provoque la mort de plus de 10 000 personnes. En outre, des milliers de réfugiés ont fui les atrocités commises par l'UNITA.
Cette ville est le siège du gouvernement de la province de Huambo, qui compte 2,2 millions d'habitants.
Un aéroport dessert la ville.

## Personnalités liées à la ville
- Lúcio Lara (né en 1929), homme politique angolais
- Gabriela Antunes (1937–2004), femme de lettres angolaise.

## Jumelages
- Amadora (Portugal)

## Archevêché
- Archidiocèse de Huambo
- Liste des évêques et archevêques de Huambo
- Cathédrale de Huambo